# 山梨県立甲府南高等学校
山梨県立甲府南高等学校（やまなしけんりつ こうふみなみこうとうがっこう）は、山梨県甲府市にある公立の高等学校。地元での愛称は「南高」（なんこう）。今年で創立63年を迎える。文部科学省のスーパーサイエンスハイスクール（SSH）指定校。

## 特色

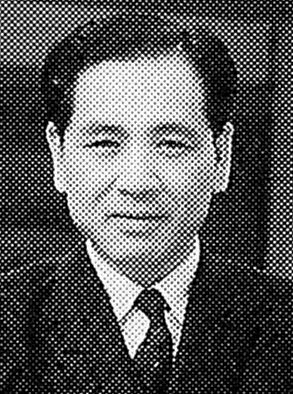
日向譽夫

- 山梨県教育委員会で学校教育課長や学事課長、山梨県立教育研修所（現：山梨県総合教育センター）所長を歴任した日向譽夫が創設事務責任者として開校に大きく携わった。
- 開校当初は視聴覚教材を利用した授業が展開され、シンクロファックスやテープレコーダー、山梨県内初となるLL教室などの積極的な導入を行った[1]。
- 校歌は草野心平作詞、清水脩作曲である。
- 創立記念日は、校歌、生徒会歌及び応援歌発表会、記念音楽会が行われた日としている。
- 学園祭は「緑陽祭」の名称で3日間に渡って行われる。
- 45分・7校時制を県下で最初に採用し、各科目の授業時数を確保している。また、教員による課外や学習会、外部講師による土曜講座も実施している。
- 2004年度より「科学技術・理科大好きプラン」の一環として、文部科学省からスーパーサイエンスハイスクール(SSH)の指定を受け、多額の支援事業費をもとに、様々な教育活動を進めることが可能になった。現在では理数科及び普通科理数クラス（後述）において理系教育に特化した教育課程が組まれているほか、地域住民も参加できるサイエンスフロンティアフォーラム（科学講演会）やサイエンスワークショップ（自然科学系部活動）、校外研修（筑波研究学園都市や日本科学未来館等の訪問）を実施している。
- 夏期休業中には理数科全学年と理数クラス全学年の生徒を対象とした宿泊学習会が行われている。

## 校訓
- 「Frontier Spirit（開拓者精神）」
初代校長日向譽夫が提唱したものであり[2]、新しいもの、困難と思われるものに積極的にチャレンジしようとする生徒を育成することを目標としている。

## 設置学科
普通科と理数科が設置されている。
以下は6クラス編成の例。
| クラス | 1組 | 2組 | 3組 | 4組 | 5組 | 6組 |
| 1年    | ●   | ○   | ○   | ○   | ■   | ○   |
| 2年    | ●   | ○文 | ○※  | ○理 | ■   | ○理 |
| 3年    | ●   | ○文 | ○※  | ○理 | ■   | ○理 |

○：普通科普通クラス　●：普通科理数クラス　■：理数科
文：文系クラス　理：理系クラス　※：文系と理系の混合または一方

2019(令和元)年度までは普通科6クラス、理数科1クラスが設置されていたが、普通科の募集人員減少に伴って2020(令和2)年度からは普通科が5クラスになっている。2年次より、全ての学科・クラスで文理に分かれる。普通科普通クラスでは文理によるクラス分けが行われるが、理数科と普通科理数クラスはそれぞれ1クラスであるため、2,3学年では文理混合となる。なお、教育課程上、文理融合の教育課程は存在しない。

### 普通科
2021年現在、普通科内部には普通クラスと理数クラスが置かれている。山梨県の公立高校入試における、志願先高等学校に普通科、専門教育学科の2学科以上が設置されている場合に第2希望まで志望順位を付けることができるという制度によって、理数科不合格者が普通科に入学することが可能である(ただし、入試制度の関係で普通科の定員の10%まで)。
- 普通クラス
4(5)学級が設置されており、2年次に文系、理系に分かれる。1年次には、SSHの学校設定科目である「フロンティア探求Ⅰ」、2年次には「フロンティア探求Ⅱ」を行い、課題研究を行う[6]。理系を選択した生徒は、5名程度のグループに別れて、興味関心の中から1つの研究テーマを選択して研究を進める。年度末には、研究発表会が開催される。

- 理数クラス
2007年から普通科に導入され[8]、1学級が設置されている。理数科が不合格で普通科に合格した生徒、あるいは普通科志望で普通科に合格して理数クラスへの入学を希望し、入学時に行われるオリエンテーションテストで合格した生徒が在籍しており[9]、3年間クラス替えはない。理数科希望だった生徒が在籍する傾向があるため、普通クラスより学力は高い傾向にある。理数科と同様理系教育に重点を置いており、SSHの活動として、学校設定科目のF探求やサイエンスダイアログ、SS科目（SS数学Ⅱ、SS数学特論、SS物理、SS化学、SS生物）において学習指導要領外の学習、サイエンスフォーラムを行うなど教育課程は理数科とほぼ同じである。理数科との違いとしては、SS数学のように同一名称の代替科目でもその元となる科目が異なるものがある（理数科では理数数学Ⅰ、普通科では数学Ⅰや数学A）。2年次からは文系希望者向けの教育課程も用意している[6]。

### 理数科
理数科は1978(昭和53)年度から県内初の専門教育学科として設置され、県下随一の難関学科
である。通称は「南理」（なんり）。
2006年度まで行われていた総合選抜の枠外だったこともあり、通学可能圏である国中地方の広域から国公立中の学力上位層が集まる傾向がある。
理系教育に重点を置いており、SSHの活動として、学校設定科目である探求、サイエンスダイアログ、SS科目で学習指導要領外の学習やサイエンスフォーラムを行っている。文系希望者向けの教育課程も用意されている。

## 沿革
- 1962年
  - 4月1日 - 県立甲府普通科高校創設事務責任者として、日向譽夫参事が発令される[10]。
  - 8月15日 - 山梨県教育委員会において、山梨県立甲府南高等学校設置の件議決される。
  - 8月29日 - 臨時県議会において、山梨県立甲府南高等学校設置の件議決される。
  - 9月8日 - 起工式挙行。
  - 9月24日 - 県教育委員会告示第3号によって山梨県立甲府南高等学校の設置が告示され、開校日が1963(昭和38年)4月1日と定められる。
- 1963年
  - 4月1日 - 山梨県立甲府南高等学校が開校、日向譽夫参事が初代校長として発令される[11]。県教委の英語研究指定校となる。
  - 4月6日 - 校庭において開校式、第1回入学式が挙行される。
  - 10月26日 - 県民会館大ホールにて、校歌、生徒会歌、応援歌の発表会が開催される。
- 1968年 - 甲府一高との間にはじめて総合選抜が実施される。
- 1975年3月 - 甲府一高、甲府二高との3校間で総合選抜が実施される。
- 1977年3月 - 甲府一高、甲府西高、甲府東高との4校間で総合選抜が実施される。
- 1978年4月1日 - 理数科が設置される。
- 1984年3月 - 甲府一高、甲府西高、甲府東高、甲府昭和高との5校間で総合選抜が実施される。
- 1988年 - 文化創造館『フロンティアホール』竣工。
- 1993年 - 男子制服改定。
- 1994年 - 女子制服改定。
- 1996年 - 新校舎(管理棟・普通教室棟・特別教室棟・東側駐輪場・機械室・部室)完成。
- 1997年
  - 3月 - 屋内運動場完成。甲府一高、甲府東高、甲府昭和高との4校間で総合選抜が実施される。文部省から平成9・10・11年度学校における武道指導の充実のための研究実践を行う武道指導推進校に委嘱される。
  - 4月 - 2学期制実施（2012年度まで）。
- 1998年1月 - 普通科、理数科に推薦入試が導入される。
- 2000年11月30日 - 弓道場完成。
- 2001年 - 東側新設テニスコート完成。授業時数確保のため、45分授業と30分のF・C（フリーセル）導入。山梨大学との高大連携の実施。
- 2002年4月4日 - 完全学校週5日制施行、授業時数確保のために45分授業7校時制導入。土曜講座開始。
- 2003年6月30日 - 文部科学省より、サイエンスパートナーシッププログラム（SSP）事業の採択を受ける。
- 2004年4月15日 - 文部科学省より、スーパーサイエンスハイスクール(SSH）第1期の指定を受ける。
- 2007年
  - 3月 - 総合選抜から全県一区入試へと移行。
  - 4月10日 - 文部科学省より、スーパーサイエンスハイスクール(SSH)第2期の5年間の継続指定を受ける。
- 2012年
  - 3月23日 - 文部科学省より、スーパーサイエンスハイスクール(SSH)第3期の5年間の継続指定を受ける。
  - 10月13日 - 創立50周年記念式典及び演奏会実施。
  - 12月25日 - 創立50周年記念事業として西館改修及びフロンティアホール（文化創造館）に自習室設置。
- 2013年
  - 4月1日 - 3学期制実施。
  - 5月31日 - 全普通教室にエアコンが設置される。
- 2014年
  - 3月10日 - 第5回スーパーサイエンスハイスクール（SSH）海外研修実施。
  - 3月21日 - 科学の甲子園全国大会に県代表として初出場を果たす。
  - 7月30日 - 第38回全国高校総合文化祭自然科学物理部門で優秀賞を受賞。
- 2017年4月1日 - 文部科学省より、スーパーサイエンスハイスクール(SSH)第4期の5年間の継続指定を受ける。

## 歴代校長
| 代 | 氏名       | 在任期間            | 前職                                                                          | 後職/補足                                 |
| -- | ---------- | ------------------- | ----------------------------------------------------------------------------- | ----------------------------------------- |
| 1  | 日向譽夫   | 1963.4.1-1968.8.23  | 山梨県教育委員会学校教育課長 山梨県教育委員会参事（甲府南高校創設事務責任者） | 山梨県教育長                              |
| 2  | 清水林邑   | 1968.8.24-1971.3.31 | 山梨県教育委員会教育次長                                                      | 山梨県教育長                              |
| 3  | 野澤昌康   | 1971.4.1-1973.3.31  | 山梨県立巨摩高等学校校長                                                      |                                           |
| 4  | 丸山芳弘   | 1973.4.1-1975.3.31  | 山梨県立増穂商業高等学校校長                                                  |                                           |
| 5  | 小木曽四郎 | 1975.4.1-1978.3.31  | 山梨県教育委員会教育審議監(教育次長相当)                                      |                                           |
| 6  | 斉藤左文吾 | 1978.4.1-1979.3.31  | 山梨県教育委員会教育次長                                                      | 山梨県立図書館長 山梨県立日川高等学校校長 |
| 7  | 上島行夫   | 1979.4.1-1981.3.31  | 山梨県立日川高等学校校長                                                      |                                           |
| 8  | 清水喜平   | 1981.4.1-1983.3.31  | 山梨県立日川高等学校校長                                                      |                                           |
| 9  | 飯塚猛夫   | 1983.4.1-1986.3.31  | 山梨県教育委員会保健体育課長                                                  |                                           |
| 10 | 森川映     | 1986.4.1-1990.3.31  | 山梨県立あけぼの支援学校校長                                                  |                                           |
| 11 | 飯室淳雄   | 1990.4.1-1991.3.31  | 山梨県教育委員会教職員課主幹                                                  | 山梨県教育長                              |
| 12 | 高見澤稔   | 1991.4.1-1995.3.31  | 山梨県教育委員会教職員課主幹                                                  |                                           |
| 13 | 水上和彦   | 1995.4.1-1996.3.31  | 山梨県教育委員会学校教育課長                                                  | 山梨県教育長                              |
| 14 | 浅川宏雄   | 1996.4.1-2000.3.31  | 山梨県教育委員会学事企画課主幹                                                |                                           |
| 15 | 数野強     | 2000.4.1-2001.3.31  | 山梨県教育委員会高校教育課主幹                                                | 山梨県教育長                              |
| 16 | 石川孝     | 2001.4.1-2003.3.31  | 山梨県立図書館長                                                              |                                           |
| 17 | 坂本悦子   | 2003.4.1-2005.3.31  | 山梨県立ふじざくら支援学校校長                                                | 山梨県立高校初の女性校長                  |
| 18 | 清水鼓     | 2005.4.1-2009.3.31  | 山梨県教育委員会高校教育課主幹                                                |                                           |
| 19 | 瀧田武彦   | 2009.4.1-2011.3.31  | 山梨県教育委員会高校教育課長                                                  | 山梨県教育長                              |
| 20 | 田中正樹   | 2011.4.1-2013.3.31  | 山梨県立都留高等学校校長                                                      |                                           |
| 21 | 望月立弥   | 2013.4.1-2016.3.31  | 山梨県教育委員会高校教育課高校教育指導監                                      |                                           |
| 22 | 星野真理   | 2016.4.1-2019.3.31  | 山梨県教育委員会総合教育センター所長                                          |                                           |
| 23 | 井上耕史   | 2019.4.1-2020.3.31  | 山梨県立甲府昭和高等学校校長                                                  | 山梨県教育委員会教育監                    |
| 24 | 篠原茂樹   | 2020.4.1-2023.3.31  | 山梨県総合教育センター主幹指導主事                                            |                                           |
| 25 | 篠原健     | 2023.4.1-           | 山梨県教育委員会総合教育センター所長                                          | 現職                                      |

注釈のないものは、創立50周年記念誌『ＦＲＯＮＴＩＥＲ２０１２』による。

## 部活動
- 体育局
  - 陸上競技部
  - サッカー部
  - バレーボール部
  - バスケットボール部
  - 卓球部
  - バドミントン部
  - テニス部
  - ソフトテニス部
  - 山岳部
  - 野球部
  - 弓道部
  - 剣道部
- 文化局（*･･･SSH関連の部）
  - 吹奏楽部
  - 音楽部
  - 軽音楽部
  - 物理・宇宙部*
  - 生命科学部*
  - 物質化学部*
  - 数理・情報部*
  - 美術部
  - 文芸部

創作支部
競技かるた支部
- - 語学部
  - 華道部
  - 写真部
  - 家庭部
  - 書道部
  - 茶道部
  - ＪＲＣ
  - 演劇部
  - 箏曲部
  - 放送部
  - 管弦楽部
  - クイズ研究会

囲碁部門
将棋部門

## 著名な出身者
- 遠藤俊英 - 第10代金融庁長官
- 小沢鋭仁 - 元衆議院議員
- 北村知久 - 内閣審議官兼まち・ひと・しごと創生本部事務局地方創生総括官補[16]
- 銀河万丈 - 声優
- 輿水恵一 - 衆議院議員
- 高薮縁 - 東京大学気候システム研究センター教授、第27回（2007年）猿橋賞受賞
- 千野雅人 - 総務官僚、総務省政策統括官付国際統計交渉官[16][17]、元総務省統計局統計局長
- 土橋昭夫 - 双日会長
- 富田智美 - 山梨放送アナウンサー
- 中沢正隆 - 東北大学電気通信研究所所長・教授、紫綬褒章受章、ノーベル賞候補。
- 長澤重俊 - はくばく社長、ヴァンフォーレ甲府ユニフォームスポンサー
- 中丸眞治 - 桔梗屋社長 / 信玄餅
- 深沢典宏 - 国交官僚、国土交通官僚政策統括官[16][16]
- 深沢弘樹 - 山梨放送アナウンサー
- 星野敦 - 彫刻家、芸術家
- 松野志保 - 歌人
- 政野光伯 - NHKアナウンサー
- 宮沢和史 - ミュージシャン、THE BOOM
- 雪江明彦 - 京都大学大学院理学研究科数学・数理解析専攻数学教室教授、2009年度日本数学会「代数学賞」受賞
- 小林ふみ子 - 日本近代文学研究者
- 深沢眞二 - 国文学者
- 田中久雄 - 政治家、中央市長
- 内藤いづみ - 医師
- 樋口進 - 医師

## 交通
- JR甲斐住吉駅から徒歩15分
- JR甲府駅、JR甲斐住吉駅から山梨交通バス70系統小瀬スポーツ公園行きに乗車、甲府南高校下車
  - 甲府南高校バス停に乗り入れるバスの便数が少ない為、日吉神社バス停を利用して通学する生徒もいる。

## 学校周辺
- ファミリーマート甲府中小河原店
- マクドナルド中小河原店
- ビッグボーイ甲府南店
- ガスト甲府上今井店
- オギノ上今井店
- サンドラッグ上今井店
- コジマ×ビックカメラ 甲府バイパス店
- フラスカ モビリティカフェ
- ビッグエコー 甲府南店
- ニトリ甲府店
- 甲斐日産自動車 本店